# Clupea (Schiff, 2012)
Die Clupea ist ein deutsches Fischereiforschungsschiff. Sie ersetzt den nicht mehr für die Bundesforschung eingesetzten gleichnamigen Fischereiforschungskutter.
Eigner des Schiffes ist die Bundesrepublik Deutschland, vertreten durch das Bundesministerium für Landwirtschaft, Ernährung und Heimat (BMLEH). Bereedert wird das Schiff, das vor allem den drei Fischereiforschungsinstituten des Thünen-Instituts zur Verfügung steht, von der Bundesanstalt für Landwirtschaft und Ernährung (BLE), die schon die alte Clupea betrieb.
Namensgeber der Clupea ist der Hering, dessen lateinischer Gattungsname Clupea ist.

## Geschichte
Der Ersatz der alten Clupea, die seit Ende 1949 im Betrieb und seit 1982 als Forschungskutter im Einsatz war, wurde ab 2004 geplant. 2009 wurde der Bau eines Ersatzschiffes vom Bundestag genehmigt. Das anschließende Vergabeverfahren gewann die Fassmer-Werft in Berne-Motzen. Der Bau des Schiffes kostete rund 11 Millionen Euro.
Die Kiellegung fand am 21. Oktober 2010 statt. Getauft wurde das Schiff am 15. September 2011 in Berne. Taufpatin war die damalige Bundesministerin für Ernährung, Landwirtschaft und Verbraucherschutz Ilse Aigner. Die Ablieferung des Schiffes erfolgte am 18. November 2011. Nach der Übergabe an das Ministerium erfolgten zunächst Vergleichsfahrten mit dem Vorgängerschiff, bevor es am 4. April 2012 in Dienst gestellt wurde. Die Clupea wird zur Fischereiforschung in der Nord- und Ostsee eingesetzt.

## Technische Daten und Ausrüstung
Der Antrieb erfolgt durch einen Achtzylinder-Viertakt-Dieselmotor des Herstellers Guascor Power (Typ: F 240 TAB-SP) mit 478 kW Leistung. Der Motor wirkt auf einen Verstellpropeller. Das Schiff verfügt über eine Querstrahlsteueranlage mit 98 kW Leistung. Für die Stromversorgung an Bord wurden zwei Dieselgeneratoren mit je 139 kW Leistung (160 kVA Scheinleistung) verbaut.
Als Fanggerät stehen drei Trawlwinschen, zwei Netzhaspeln sowie ein Baum zur Führung der Kurrleinen zur Verfügung. Das Achterdeck ist modular aufgebaut, um die Winschen verschieden positionieren zu können. Das Schiff verfügt über einen Kran vom Typ Palfinger PK12000.
An Bord stehen zwei Labore zur Verfügung. Das Schiff ist mit sechs Kabinen ausgestattet, in denen sechs Besatzungsmitglieder und vier Wissenschaftler untergebracht werden können.